# Bülk-vuurtoren
De Bülk-vuurtoren staat op de meest noordoostelijke punt van de westelijke landtong van de Kieler Fjord, in de Duitse gemeente Strande in Sleeswijk-Holstein. 

Het is de oudste vuurtoren op deze fjord en dient als leidlicht naar de ingang van de fjord.

## Geschiedenis
Ridder Ivan von Reventlo had al voor 1353 zijn kasteel "hof zu Bülleke" en enkele woningen in deze buurt. Bulleke (kleine heuvel) werd later Bülk.
In Wereldoorlog II maakte dit gebunkerd landpunt deel uit van de Duitse verdedigingslijn voor de havenstad Kiel.
In 2021 werden haar zwarte banden groen geschilderd.

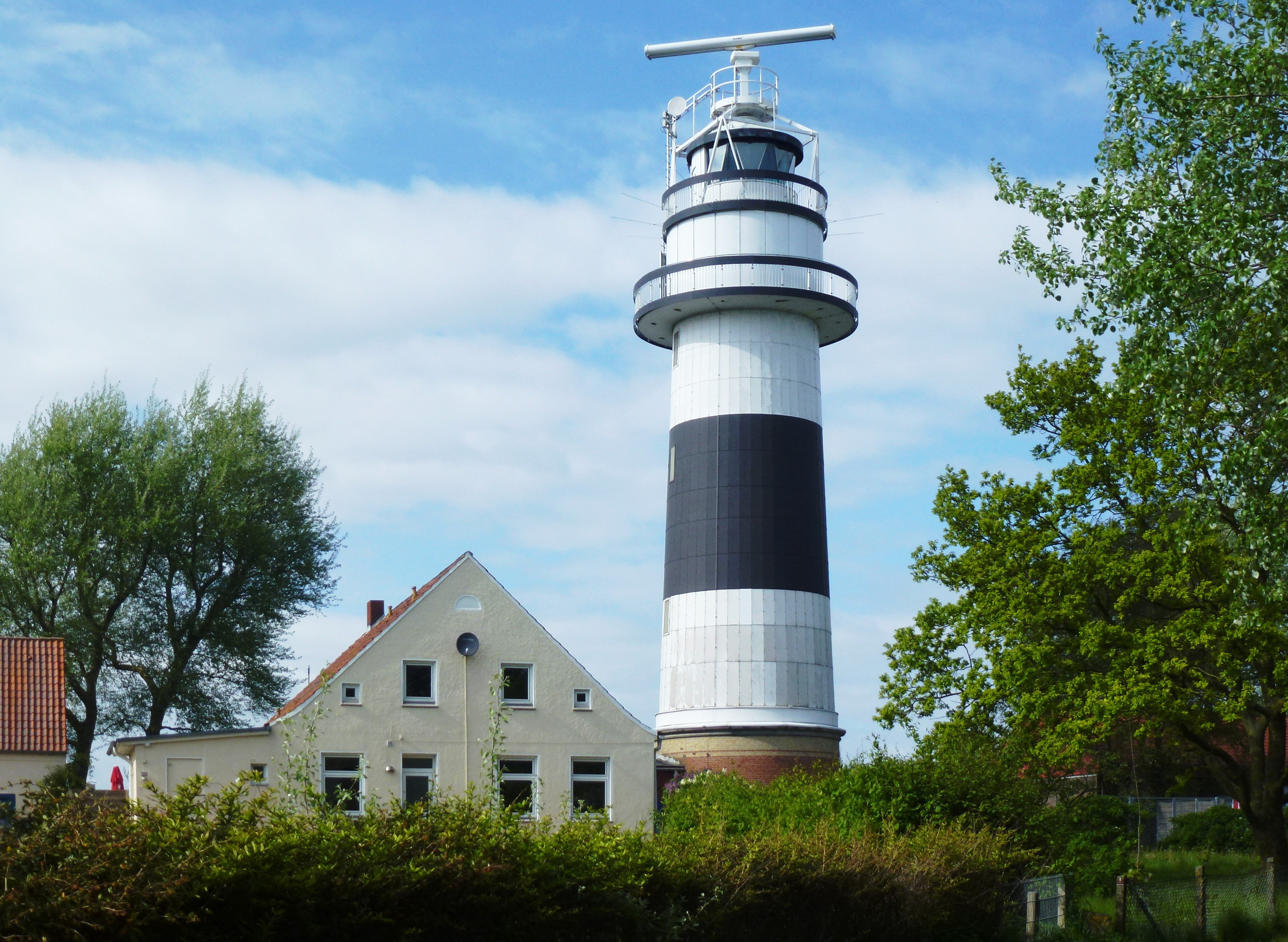
Bülk vuurtoren - 2014
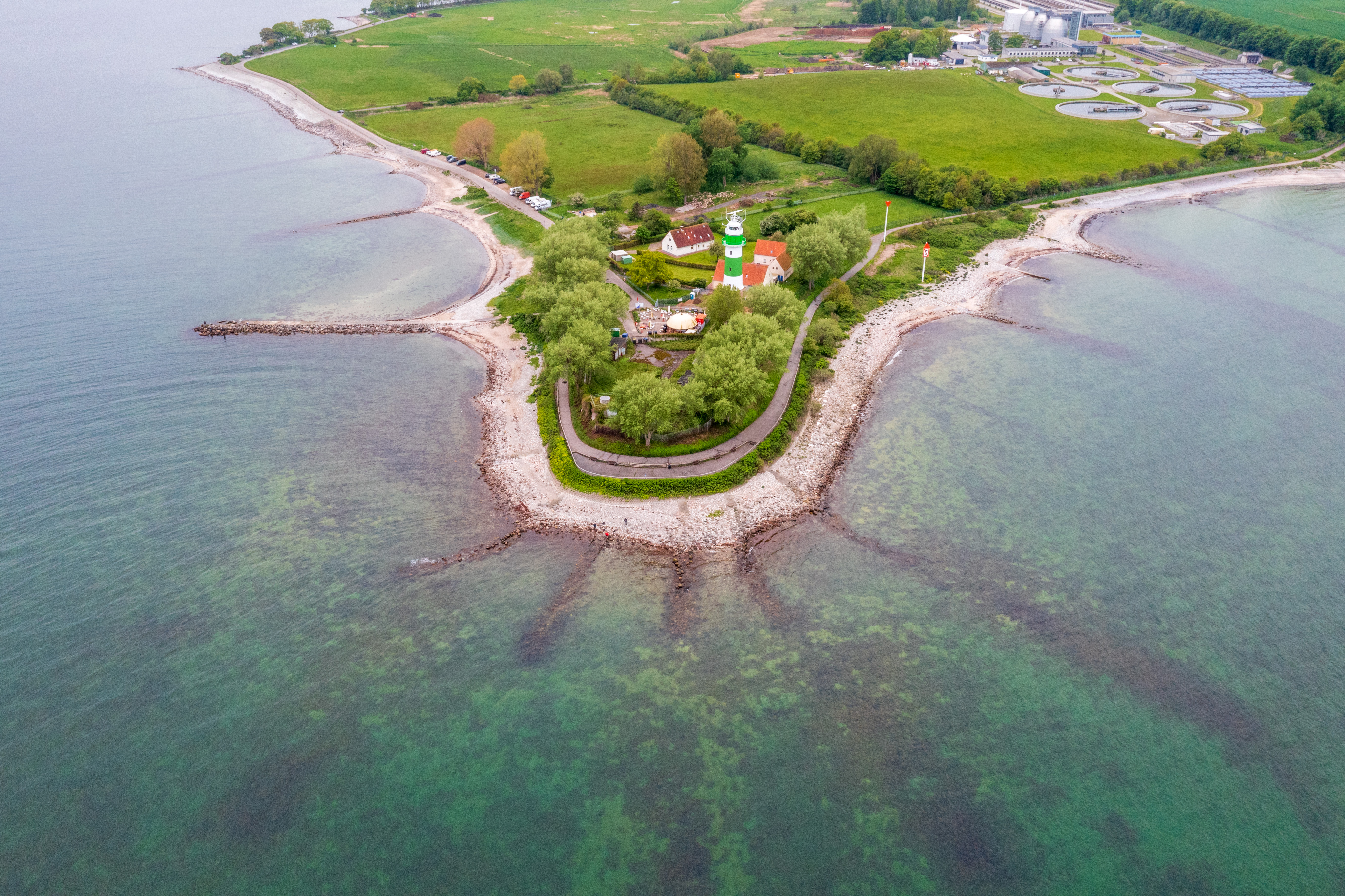
Strande met vuurtoren
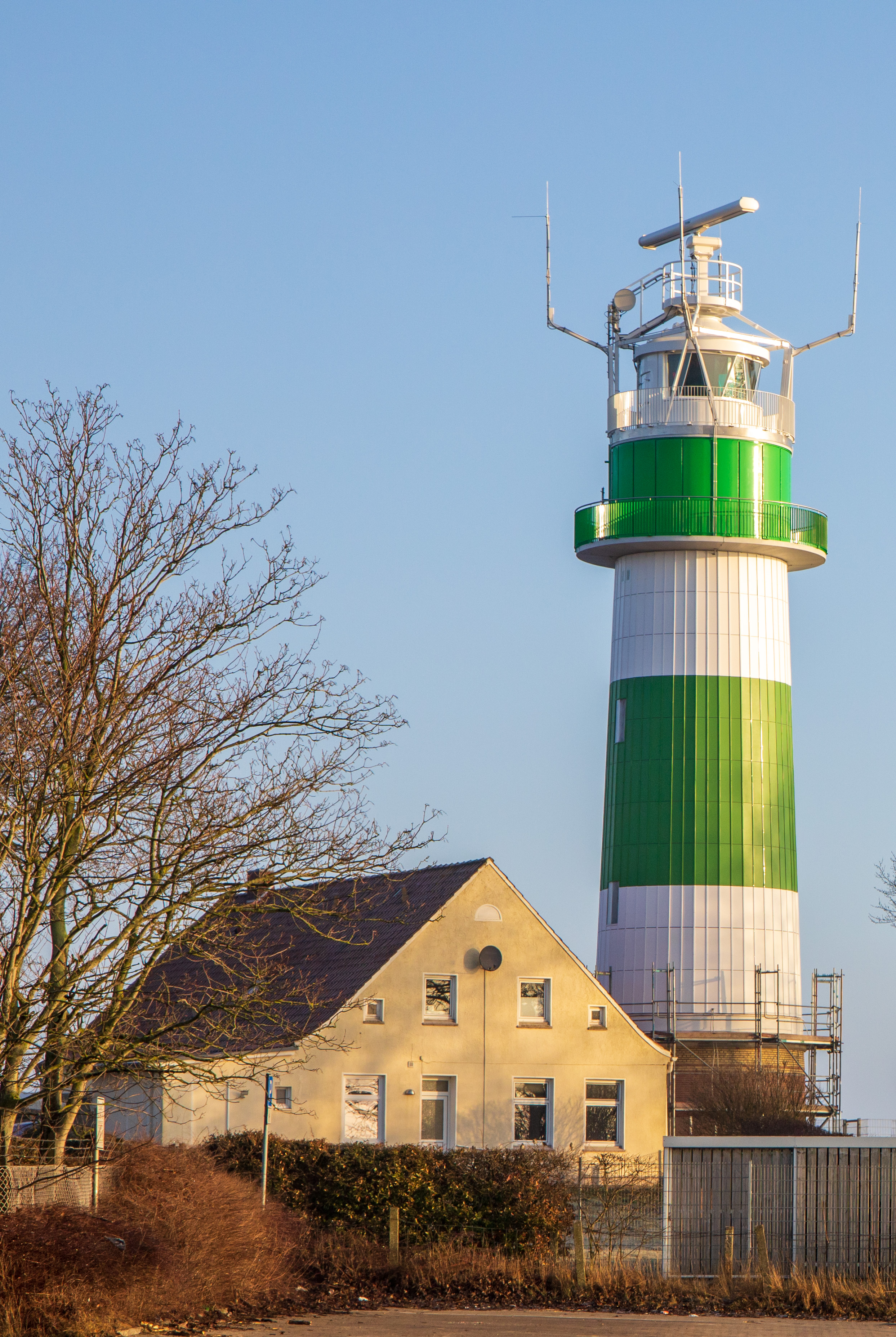
Bülk vuurtoren - 2021
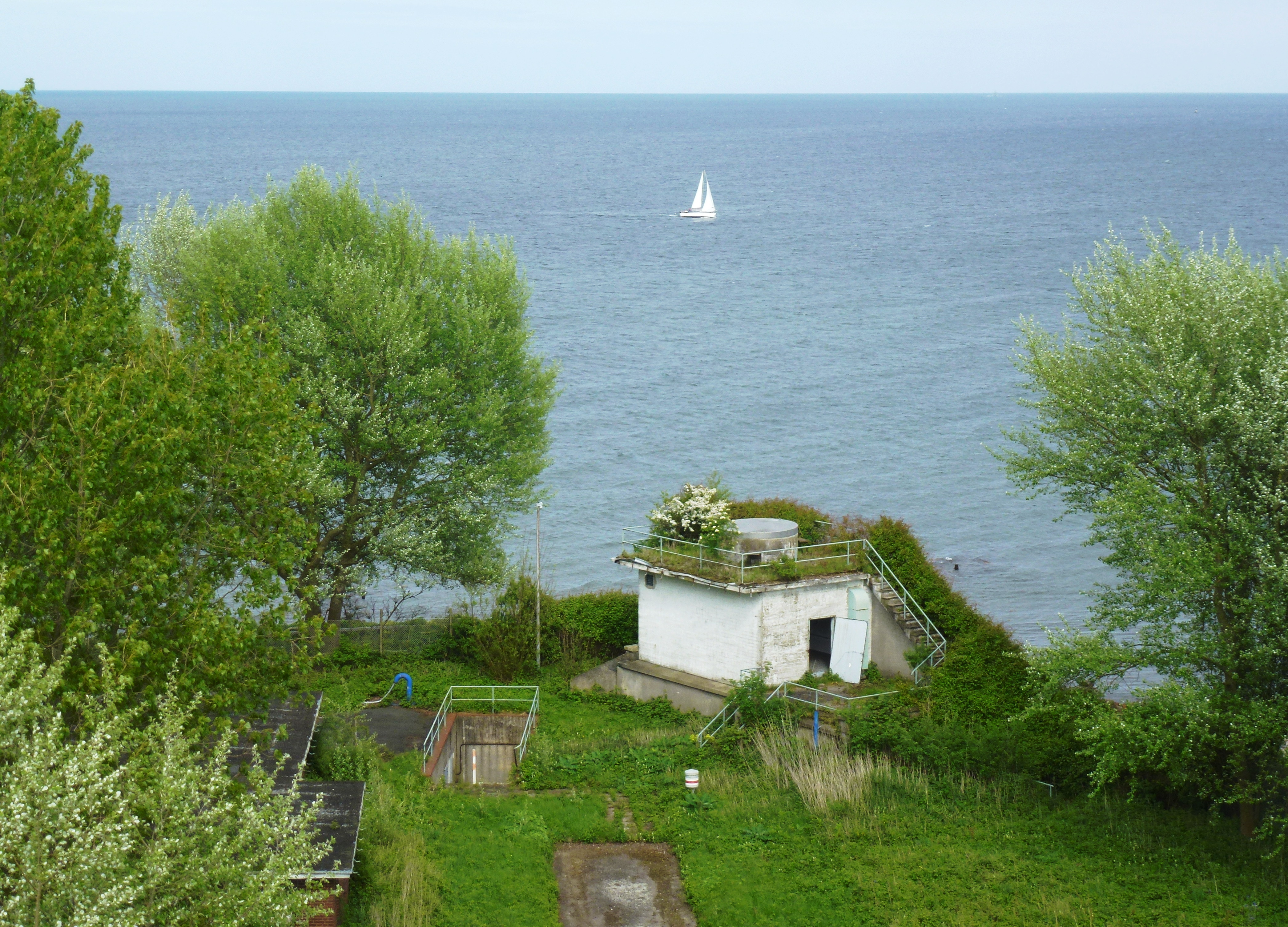
Toegang militair complex

## In de buurt
- Gemeente Strande
- Waterzuiveringsinstallatie - Klärwerk Bülk